# Devlin DeFrancesco
Devlin DeFrancesco (Toronto, 17 de janeiro de 2000) é um automobilista canadense que atualmente compete na IndyCar Series pela equipe Rahal Letterman Lanigan Racing. Estreou na categoria em 2022 pela Andretti Steinbrenner Autosport. Foi campeão da Fórmula 3 Espanhola em 2017 e venceu as 24 Horas de Daytona de 2022.

## Biografia
Devlin DeFrancesco nasceu em Toronto, sendo prematuro de quinze semanas, e passou os primeiros quatro meses de vida em uma incubadora no Hospital Sunnybrook de Toronto. Mais tarde, ele e sua família passaram a apoiar o hospital. Ele é filho de Catherine e Andrew DeFrancesco, investidores atualmente divorciados, que em 2023, foram acusados de fraude fiscal.
DeFrancesco tem cidadania canadense e italiana. Aos doze anos, saiu da Flórida, onde morava desde os sete, para ir viver na Europa e dar sequência à sua carreira automobilística. Teve como mentores Tony Kanaan e Juan Pablo Montoya, e é um grande admirador do heptacampeão de Fórmula 1 Lewis Hamilton.
Ele é um amante dos animais, tendo quatro buldogues franceses. Em janeiro de 2024, seu cachorro Lucky, um filhote de golden retriever, foi morto após ser atropelado no estacionamento dos motorhomes, em meio à edição das 24 Horas de Daytona daquele ano. O animal, que estava com Devlin desde setembro de 2023, foi homenageado pelo piloto em um post nas suas redes sociais.

## Carreira

### Kart
DeFrancesco começou no cartismo aos seis anos, e obteve títulos em campeonatos canadenses e estadunidenses, sendo vice-campeão italiano e também terceiro colocado no campeonato europeu da classe KFJ em 2014, mesmo ano em que ele sofreu um acidente que o forçou a se submeter a duas cirurgias e a ficar um ano sem correr. Ele foi auxiliado pela Carlin em sua transição para os monopostos. Em 2015, DeFrancesco foi selecionado para fazer parte do Generation Ganassi Driver Identification Program, um programa de orientação e desenvolvimento de talentos que teve como objetivo identificar e auxiliar até 10 motoristas norte-americanos com idades entre 13 e 18 anos.

### Fórmula 4
Em 2016, DeFrancesco correu na Fórmula 4 Britânica com a Carlin Motorsport, vencendo três vezes, fazendo mais sete pódios e sendo o quinto colocado, com 265 pontos. No mesmo ano, fez dezessete provas da Fórmula 4 Italiana pela Mücke Motorsport, tendo dois quintos lugares em Mugello como melhores resultados e fechando o ano em décimo nono, com 40 pontos.

### Eurofórmula Open
DeFrancesco continuou sua colaboração com a Carlin Motorsport na Eurofórmula Open e no Campeonato Espanhol de Fórmula 3 em 2017. Uma forte campanha o viu terminar a temporada como campeão espanhol de Fórmula 3, com 3 vitórias e 5 pódios. Ele também conquistou uma vitória e sete pódios na Eurofórmula Open, obtendo o 3º lugar na classificação do campeonato.

### Fórmula 3 Europeia
Após seu sucesso no Campeonato Espanhol de Fórmula 3, DeFrancesco ingressou no Campeonato Europeu de Fórmula 3 da FIA nas duas últimas rodadas da temporada de 2017. Ele ainda se juntou a equipe Carlin em 2018, disputando as duas primeiras corridas da temporada. No entanto, foi forçado a se retirar da etapa seguinte para se submeter a uma pequena cirurgia odontológica, que coincidiu com a Rodada 3 em Norisring na Alemanha. Após uma recuperação completa, Devlin se mudou para a GP3 Series pelo restante da temporada de 2018 pela MP Motorsport.

### GP3 Series

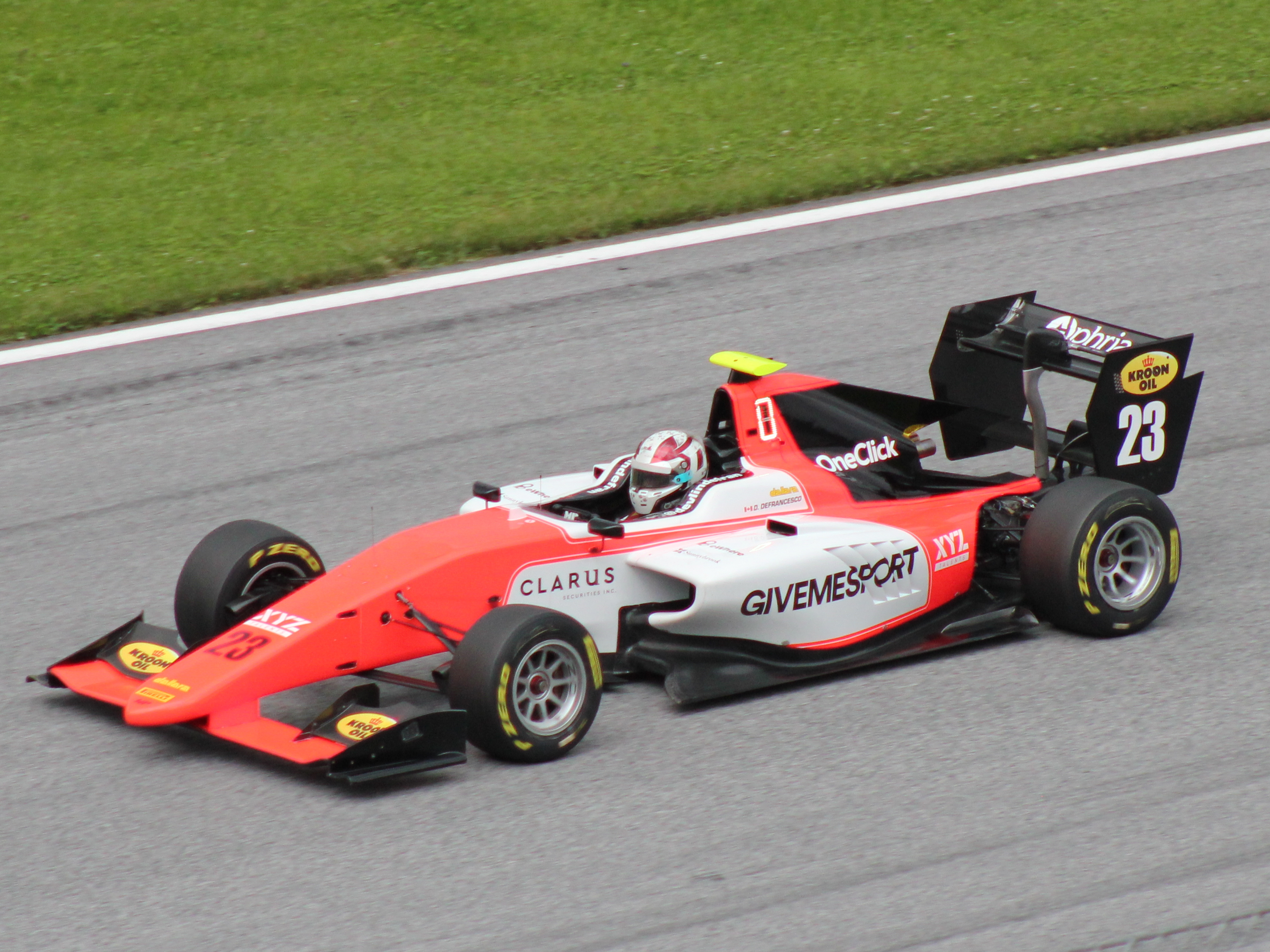
DeFrancesco na etapa da Áustria da GP3 Series em 2018

DeFrancesco fez sua estreia na GP3 Series, com a MP Motorsport, na segunda rodada da temporada de 2018, realizada no Red Bull Ring. O piloto terminou a temporada na 21ª colocação, sem somar pontos.

### Fórmula 3 da FIA

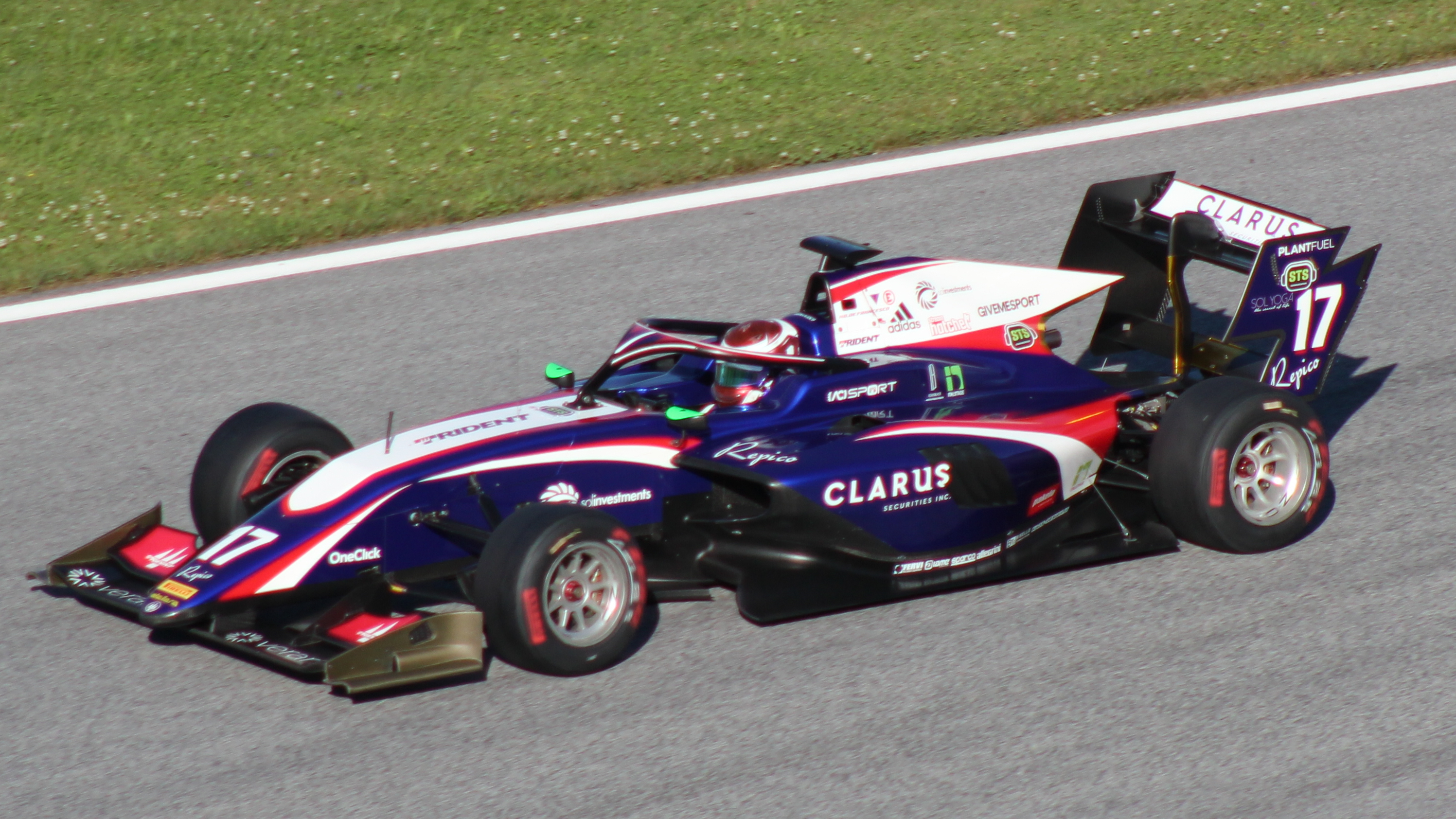
DeFrancesco na etapa da Áustria da Fórmula 3 em 2019

Em 2019, DeFrancesco foi contratado pela equipe Trident para a disputa da temporada inaugural do Campeonato de Fórmula 3 da FIA. Ele correu ao lado de Pedro Piquet e Niko Kari e não pontuou em nenhuma etapa, tendo um nono lugar na corrida curta da Áustria como melhor resultado. Foi apenas o vigésimo quinto colocado, 13 posições abaixo de Kari e 20 posições abaixo de Piquet, com o canadense sendo o pior piloto da Trident no ano.
Inicialmente, ele foi confirmado para permanecer na equipe para a disputa da temporada de 2020, que devido ao impacto da pandemia de Covid-19, só começou em julho no Red Bull Ring. Entretanto, antes da nova data de início, DeFrancesco foi substituído por David Beckmann.

### Fórmula 3 Asiática
DeFrancesco correu três rodadas do Campeonato Asiático de Fórmula 3 de 2019–20 pela Absolute Racing, tendo ficado entre os dez primeiros em todas as nove corridas que fez e conquistado três pódios, somando 101 pontos e ficando em sétimo na classificação final.

### IMSA SportsCar
DeFrancesco correu no WeatherTech SportsCar Championship, juntando-se ao grid para as 24 Horas de Daytona de 2018. Ele terminou em 6º na estreia, e retornou em outubro para o evento Petit Le Mans em Road Atlanta, terminando em 9º lugar.
2019 viu Devlin retornar às 24 Horas de Daytona com a JDC MotorSports, ao lado dos companheiros de equipe Misha Goikhberg, Tristan Vautier e Rubens Barrichello. A corrida terminou antes da 22ª hora devido às fortes chuvas, que colocaram o carro em 5º lugar na classificação. Voltou a correr em Daytona em 2021, pela equipe DragonSpeed USA, de propriedade de Hélio Castroneves, sendo o terceiro na LMP2 e nono na classificação geral. Mas o melhor viria em janeiro de 2022, quando DeFrancesco venceu a 60ª edição das 24 Horas de Daytona com a DragonSpeed, ao lado de seus companheiros de equipe Eric Lux, Patricio O'Ward e Colton Herta, na classe LMP2.

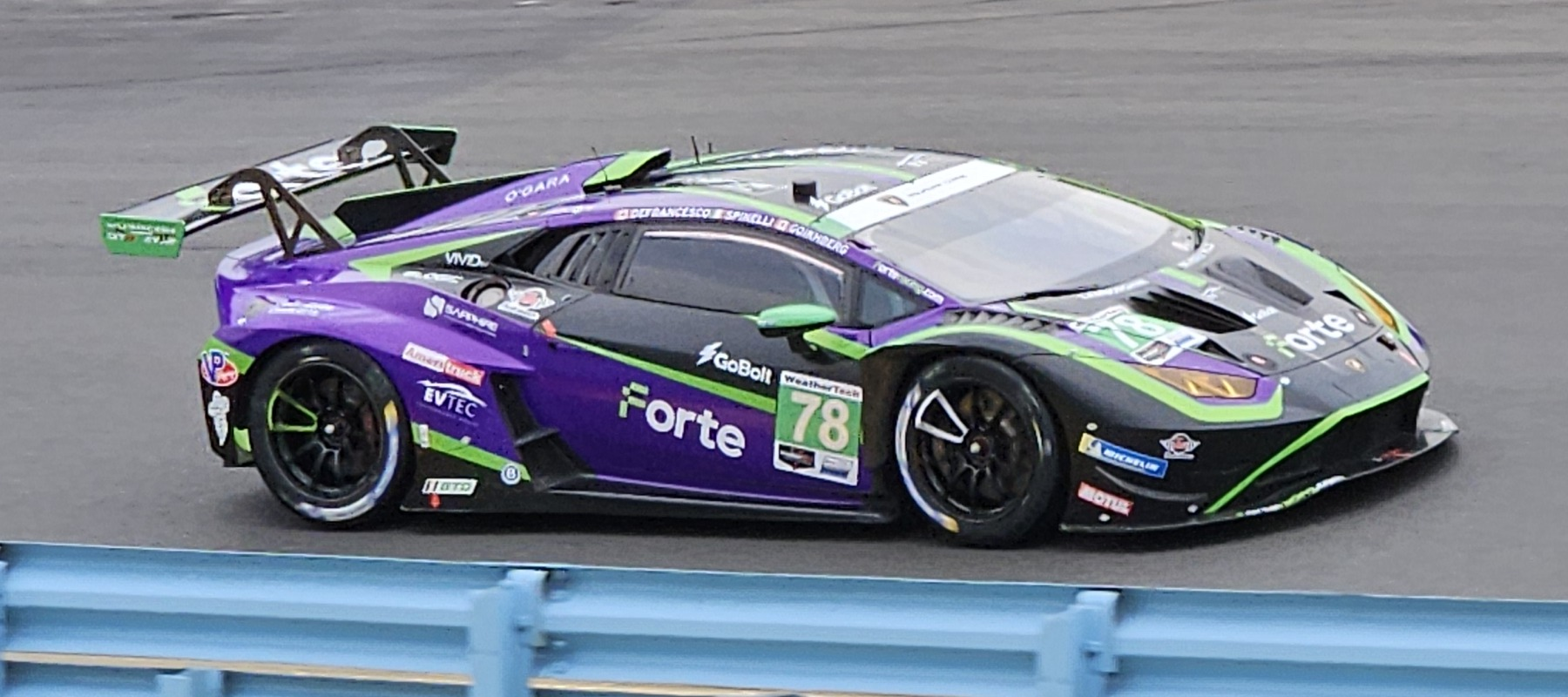
Carro de DeFrancesco nas 6 Horas de Watkins Glen de 2024

Em 2023, faz mais três corridas na IMSA, dividindo o Ligier LMP2 da equipe Rick Ware Racing com Eric Lux, Austin Cindric e Pietro Fittipaldi. O trio teve a companhia de Austin Cindric nas 24 Horas de Daytona, pontuando com o sexto lugar. Essa foi a única prova que DeFrancesco e seus companheiros completaram, já que eles não terminaram as 12 Horas de Sebring e as 6 Horas de Watkins Glen.
DeFrancesco fez cinco provas da IMSA em 2024, dessa vez pilotando o Lamborghini Huracán GT3 Evo 2 da equipe Forte Racing na classe GTD, ao lado de Misha Goikhberg e Loris Spinelli, com Sandy Mitchell participando apenas das 24 Horas de Daytona. O grupo foi 16º nessa prova, fez a volta mais rápida nas 12 Horas de Sebring, que terminou em sétimo, abandonou as 6 Horas de Watkins Glen, foi quarto na prova de Indianápolis e o segundo colocado na Petit Le Mans. Assim, o canadense se classificou em 26º lugar.

### Road to Indy

#### Indy Pro 2000
Em 2020, DeFrancesco se juntou à Steinbrenner Racing e à Andretti Autosport para competir no Campeonato Indy Pro 2000 de 2020. Ele conquistou duas vitórias e mais quatro pódios, totalizando nove vezes no Top-5 e catorze idas ao Top-10. DeFrancesco foi vice-campeão, atrás de Sting Ray Robb por 96 pontos.

#### Indy Lights
O canadense foi para a Indy Lights (atual Indy NXT) em 2021 em um carro co-inscrito pela Steinbrenner Racing e a Andretti Autosport. Com dois pódios e nove corridas no Top-5, ele terminou em 6º na classificação, com 326 pontos, sendo o quinto melhor estreante.

### IndyCar Series

#### Andretti
DeFrancesco se juntou à IndyCar Series para a temporada de 2022, pilotando o carro #29 inscrito pela Andretti Steinbrenner Autosport. No GP do Texas, o canadense se envolveu em diversos acidentes, e acabou abandonando após colidir com Hélio Castroneves e Graham Rahal, provocando um Big One. DeFrancesco, que chegou a liderar uma volta no GP de Long Beach, teve como melhor resultado o 12º lugar em Gateway e ficou em 23º na classificação de pilotos. O canadense continuou com a mesma equipe para a temporada de 2023, quando ele conquistou sua melhor posição de largada até o momento, saindo do quinto lugar na corrida de agosto no Indianapolis Motor Speedway (liderou 8 voltas), e igualou seu melhor resultado, o 12º lugar, na corrida de rua de Detroit. Ele terminou em 22º, sem pontuar. Mas a Andretti reduziu suas operações para 2024, rompendo a parceria com a Steinbrenner e cortando o carro de DeFrancesco, que não conseguiu garantir uma vaga no grid, nem participou de nenhuma corrida da IndyCar naquela temporada.

#### Rahal Letterman Lanigan
DeFrancesco retornou à IndyCar em 2025 após assinar um contrato de vários anos para pilotar pela Rahal Letterman Lanigan Racing e pilotando o carro de número 30, que foi pilotado anteriormente por Pietro Fittipaldi, sendo companheiro de Graham Rahal e Louis Foster.